# 達氏仙茅棕
達氏仙茅棕（学名：Marojejya darianii）是馬達加斯加特有的一種棕櫚科植物。它們受到棲息地破壞的威脅，現正處於極危及受到《瀕危野生動植物種國際貿易公約》附錄二的保護。